# Boissey-le-Châtel

Boissey-le-Châtel este o comună în departamentul Eure, Franța. În 1 ianuarie 2022 avea o populație de 877 de locuitori.